# Echinostomida
Echinostomida — ряд паразитичних плоских червів класу Трематоди (Trematoda).

## Життєвий цикл
Дорослий черв мешкає у жовчних протоках травоїдних ссавців або людей. Незрілі яйцеклітини передаються у фекаліях. Яйця потрапляють у воду і через 2 тижні перетворюються у личинку мірацидію. Личинки вишукують равликів Lymnaea trunculata, або помирають, якщо вони не в змозі знайти господаря протягом 24 годин. Мірацидії проникають у м'які тканини равлика, де утворюють спороцисту. Остаточні господарі заражаються вживанням рослин або води, що містить метацеркарії паразита.